# Awal Gul
Awal Gul (Sawati Ghundi, 1 de julho de 1962 - Guantánamo, Cuba, 2 de fevereiro de 2011) foi um cidadão afegão que morreu no campo de detenção norte-americano na Baía de Guantánamo, em Cuba, após nove anos de prisão sem acusação formal.
Seu corpo foi enterrado em Jalalabad, ao leste de Cabul, em seu país natal e numa autópsia realizada logo após a sua morte, revelou possíveis causas da morte, mas sem ser conclusiva, indicando um ataque cardíaco ou embolia pulmonar. Tal fato ocorreu depois de Awal Gul desmaiar enquanto tomava banho. 